# Friedrich Wilhelm Riedt
Friedrich Wilhelm Riedt, född den 5 januari 1710 i Berlin, död där den 5 januari 1783, var en tysk flöjtist, tonsättare och musikteoretiker.
Riedt var kammarmusiker och flöjtist vid hovkapellet i Berlin. Han utgav Versuch über die musikalischer Intervalle et cetera och publicerade flera artiklar i Marpurgs Beiträge. Riedt komponerade flöjtkonserter och solostycken, symfonier och kvartetter.